# 第24回カンヌ国際映画祭
第24回カンヌ国際映画祭（だい24かいカンヌこくさいえいがさい）は1971年5月12日から27日にかけて開催された。

## 受賞結果
- グランプリ：『恋』（ジョゼフ・ロージー）
- 審査員特別グランプリ：『パパ/ずれてるゥ!』（ミロシュ・フォアマン）、『ジョニーは戦場へ行った』（ダルトン・トランボ）
- 審査員賞：『愛とさすらいの青春/ジョー・ヒル』（ボー・ヴィーデルベリ）、『Szerelem』（カーロイ・マック）
- 男優賞：リカルド・クッチョーラ（『死刑台のメロディ』）
- 女優賞：キティ・ウィン（『哀しみの街かど』）
- 新人監督賞：ニーノ・マンフレディ（『Per grazia ricevuta』）
- 25周年記念賞：『ベニスに死す』（ルキノ・ヴィスコンティのこれまでの全功績に対しても）

## 審査員

### コンペティション部門
- 審査委員長 
  - ミシェル・モルガン （フランス/女優）
- 審査員
  - アレクサンドル・ペトロビッチ (フランス/監督)
  - アンセルモ・デュアルテ (ブラジル/監督)
  - セルジオ・レオーネ (イタリア/監督)
  - イシュトヴァン・ガール (ハンガリー/監督)
  - エリック・シーガル (アメリカ/作家)
  - マイケル・バーケット (アメリカ/プロデューサー)
  - モーリス・レイム (フランス/作家)
  - ピエール・ビヤール (フランス/ジャーナリスト)

## 上映作品

### コンペティション部門
アルファベット順。邦題がない場合は原題の下に英題。
| 題名 原題                                       | 監督                                          | 製作国                        |
| ----------------------------------------------- | --------------------------------------------- | ----------------------------- |
| Animale bolnave (Sick Animals)                  | Nicolae Breban                                | ルーマニア社会主義共和国      |
| Apokal                                          | Paul Anczykowski                              | 西ドイツ                      |
| 帰郷 Бег                                        | ウラジミール・ナウモフ アレクサンドル・アロフ | ソビエト連邦                  |
| Drive, He Said                                  | ジャック・ニコルソン                          | アメリカ合衆国                |
| Goya, historia de una soledad                   | ニーノ・ケベード                              | スペイン                      |
| 愛とさすらいの青春/ジョー・ヒル Joe Hill        | ボー・ヴィーデルベリ                          | スウェーデン アメリカ合衆国   |
| ジョニーは戦場へ行った Johnny Got His Gun       | ダルトン・トランボ                            | アメリカ合衆国                |
| La califfa                                      | アルベルト・ベヴィラックァ                    | フランス イタリア             |
| Le Bateau sur l'herbe (The Boat on the Grass)   | ジェラール・ブラッシュ                        | フランス                      |
| 好奇心 Le souffle au coeur                      | ルイ・マル                                    | フランス イタリア             |
| コニャックの男 Les mariés de l'an II            | ジャン＝ポール・ラプノー                      | フランス イタリア             |
| Loot                                            | シルヴィオ・ナリッツァーノ                    | イギリス                      |
| Mira                                            | フォンス・ラデメーカーズ                      | オランダ ベルギー             |
| ベニスに死す Morte a Venezia                    | ルキノ・ヴィスコンティ                        | イタリア フランス             |
| Per grazia ricevuta (Between Miracles)          | ニーノ・マンフレディ                          | イタリア                      |
| Pindorama                                       | アルナルド・ジャボール                        | ブラジル                      |
| ラファエルあるいは道楽者 Raphaël ou le Débauché | ミシェル・ドヴィル                            | フランス                      |
| 死刑台のメロディ Sacco e Vanzetti               | ジュリアーノ・モンタルド                      | イタリア フランス             |
| Szerelem (Love)                                 | カーロイ・マック                              | ハンガリー                    |
| パパ/ずれてるゥ! Taking Off                     | ミロシュ・フォアマン                          | アメリカ合衆国                |
| 恋 The Go-Between                               | ジョゼフ・ロージー                            | イギリス                      |
| 哀しみの街かど The Panic in Needle Park         | ジェリー・シャッツバーグ                      | アメリカ合衆国                |
| 荒野の千鳥足 Wake in Fright                     | テッド・コッチェフ                            | オーストラリア アメリカ合衆国 |
| 美しき冒険旅行 Walkabout                        | ニコラス・ローグ                              | イギリス                      |
| 闇の中の魑魅魍魎                                | 中平康                                        | 日本                          |
| 家族生活 Życie rodzinne                         | クシシュトフ・ザヌーシ                        | ポーランド                    |

### 特別招待作品
- トロイアの女 - マイケル・カコヤニス（イギリス）
- ローリング・ストーンズ/イン・ギミー・シェルター - デヴィッド・メイズルス、アルバート・メイズルス、シャーロット・ズウェリン（アメリカ）
- パリは霧にぬれて - ルネ・クレマン（フランス）
- Le Feu Sacre - Vladimir Forgency （フランス）
- Les Amis - ジェラール・ブラン（フランス）
- 大自然の闘争/驚異の昆虫世界 - ウォロン・グリーン（アメリカ）